# 對色跳棋
對色跳棋（Colorito、Robijn），是在1892年推出的兩人對戰的跳達棋類遊戲，是正方跳棋、中國跳棋的先驅，為阿納斯塔西婭·尼古拉耶芙娜·羅曼諾娃喜歡的棋類。

對色跳棋初始佈置

## 棋具
- 棋盤為10*10棋格，組成100個棋格。
  - 雙方底行、次底行每格各標一數字，底行格從左至右各標為一到十，次底行從左至右為十一到二十。其餘橫行的每棋格皆塗一種顏色，有深藍、淺藍、紅、黃。

- 棋子各標有一種數字與一種顏色。
  - 甲方一到十的棋子為淺藍色；十到二十的棋子為深藍色。
  - 乙方一到十的棋子為紅色；十到二十的棋子為黃色。

## 規則
- 每方棋子初始佈置皆在底行，棋子數字需放在同樣數字的棋格。

- 術語：
  - 跳行：一枚己棋跳過八方鄰格的任何方棋子落到同方向的緊連空格，可以連跳。
  - 步行：一枚己棋移動一格至八方空鄰格。

- 每回合玩家必須選擇下列三種行動之一。無論何種，回合結束需落在與棋子同數或同色的空棋格。
  - 步行。
  - 跳行。
  - 步行再跳行。

- 先把所有己棋擺於對方初始位置，方可獲勝。
  - 若先手方全到達後，後手方下一回也全數到達，則平手[2]。

## 外部連結
- 遊戲介紹 （页面存档备份，存于）